# Лінійне поселення

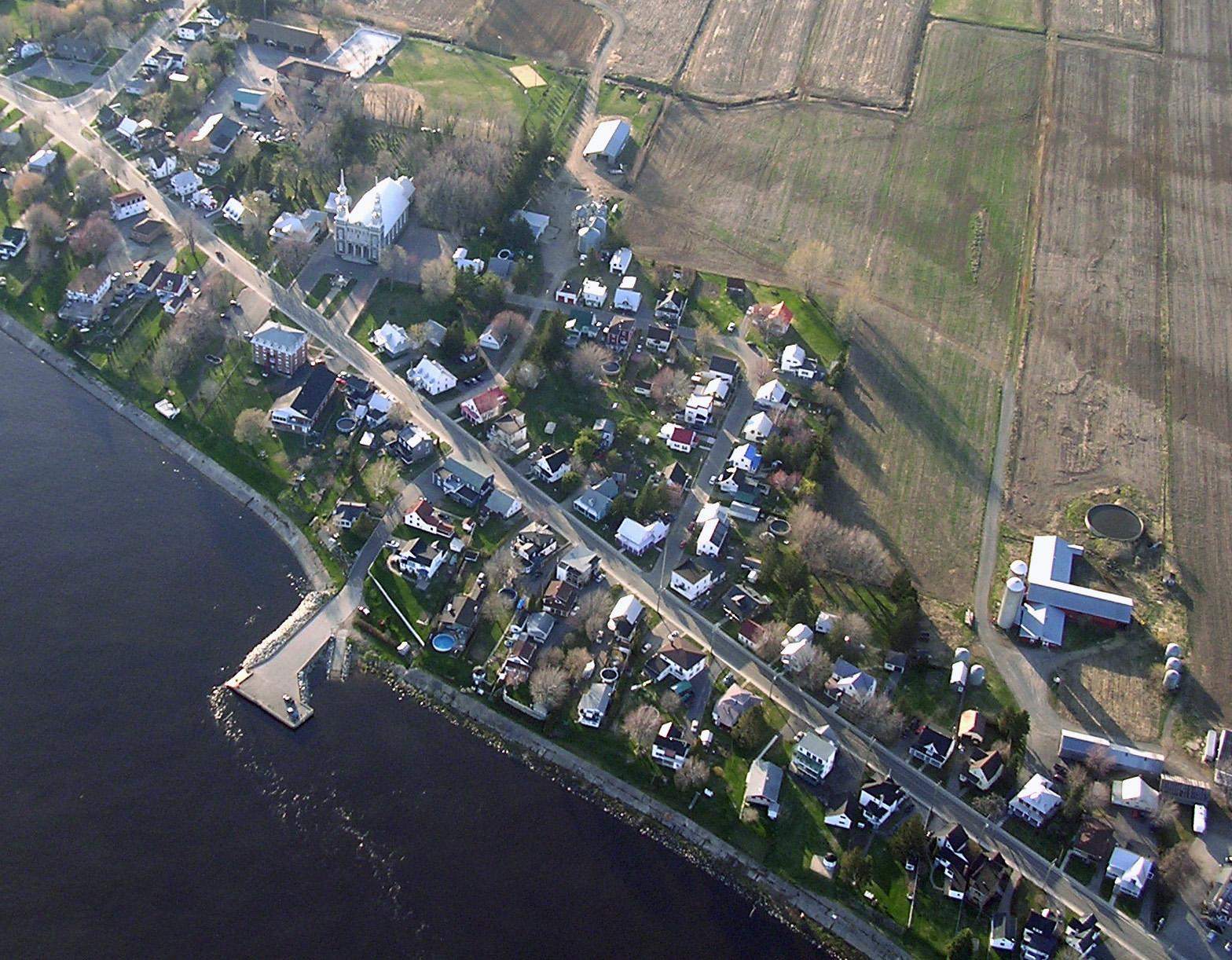
Деякі громади вздовж річки Святого Лаврентія в Квебеку, Канада, розвивалися як лінійні поселення, як все ще чітко видно в Шамплені, Квебек, Канада

Лінійне поселення — це (зазвичай невелике або середнє) поселення або група будівель, які сформовані в довгу лінію. Багато з цих поселень утворюються вздовж транспортних шляхів, таких як дороги, річки чи канали. Інші формуються через фізичні обмеження, такі як дамби, узбережжя, гори, пагорби чи долини. Лінійні поселення можуть не мати явного центру. Це одна з моделей кластерних сільських поселень.
У випадку поселень, побудованих уздовж траси, траса передувала поселенню, а потім поселення виросло вздовж транспортного шляху. Часто це лише одна вулиця з будинками по обидві сторони дороги. Майлхем, Норфолк, Англія, є прикладом цієї моделі. Пізніша забудова може додати бічні повороти та райони, віддалені від початкової головної вулиці. Такі місця, як Саутпорт, Англія, розвивалися таким чином.
Лінійне поселення відрізняється від сітккового поселення яка є зовнішнім поширенням існуючого міста вздовж головної вулиці, та від кругового поселення, яке є групою будівель, скупчених навколо центральної точки.
Окремими типами лінійних поселень є лінійне село, ланцюгове село, вуличне село (пол. ulicówka; нім. Straßendorf, лит. gatvinis kaimas, фр. village-rue) та деякі інші. У різних країнах існують різні класифікації лінійних поселень.
Лінійне місто — поселення витягнутої форми з головною віссю у вигляді більш-менш прямої чи вигнутої лінії (Кривий Ріг, Одеса та ін.).